# Král Richard: Zrození šampiónek
Král Richard: Zrození šampiónek (v anglickém originále King Richard) je americký životopisný a dramatický film z roku 2021 režiséra Reinaldo Marcus Green, přičemž scénář k filmu napsal Zach Baylin. Hlavní roli ztvárnil Will Smith jako Richard Williams, otec a trenér amerických tenisových hráček Venus a Sereny Williamsových (které se na filmu podílely jako vedoucí producentky), ve vedlejších rolích účinkují Aunjanue Ellis, Saniyya Sidney, Demi Singleton, Tony Goldwyn a Jon Bernthal.
Snímek měl premiéru dne 2. září 2021 na 48. ročníku filmového festivalu Telluride, do kin a na platformu HBO Max byl premiérově uveden dne 19. listopadu 2021. Film vydělal 39 milionů dolarů při rozpočtu 50 milionů a obdržel pozitivní reakce od kritiků, kteří vyzdvihovali především scénář a výkony Smithe, Ellis a Sidney.
Král Richard byl zařazen na žebříček deseti nejlepších filmů organizacemi Americký filmový institut a National Board of Review. Film získal šest nominací na Oscara, včetně nominace na nejlepší film, přičemž Smith zvítězil v kategorii nejlepší herec.
V roli Paula Cohena se měl původně objevit herec Liev Schreiber. V říjnu 2020 ho však nahradil Tony Goldwyn.

## Obsazení
- Will Smith jako Richard Williams
- Aunjanue Ellis jako Oracene „Brandy“ Price
- Saniyya Sidney jako Venus Williamsová
- Demi Singleton jako Serena Williamsová
- Jon Bernthal jako Rick Macci
- Tony Goldwyn jako Paul Cohen
- Mikayla LaShae Bartholomew jako Tunde Price
- Danielle Lawson jako Isha Price
- Layla Crawford jako Lyndrea Price
- Erika Ringor jako paní Stricklandová
- Dylan McDermott jako Will Hodges
- Andy Bean jako Laird Stabler
- Kevin Dunn jako Vic Braden
- Craig Tate jako Bells (Homeboy #1)
- Josiah Cross jako TD (Homeboy #2)
- Calvin Clausell Jr. jako Homeboy #3
- Vaughn W. Hebron jako Homeboy #4
- Christopher Wallinger jako John McEnroe
- Chase Del Rey jako Pete Sampras
- Judith Chapman jako Nancy Reaganová
- Jessica Wacnik jako Jennifer Capriatiová
- Katrina Begin jako Anne
- Kaitlyn Christianová jako Shaun Stafford
- Marcela Zacarías jako Arantxa Sánchezová Vicariová
- Rich Sommer jako Patrick Dougherty
- Erin Cummings jako sociální pracovnice